# Luhanske
Luhanske (ukrainisch Луганське; russisch Луганское/Luganskoje) ist eine Siedlung städtischen Typs im Osten der ukrainischen Oblast Donezk mit etwa 2400 Einwohnern. Der Ort liegt 30 Kilometer südöstlich der Rajonshauptstadt Bachmut und 60 Kilometer nordöstlich der Oblasthauptstadt Donezk.

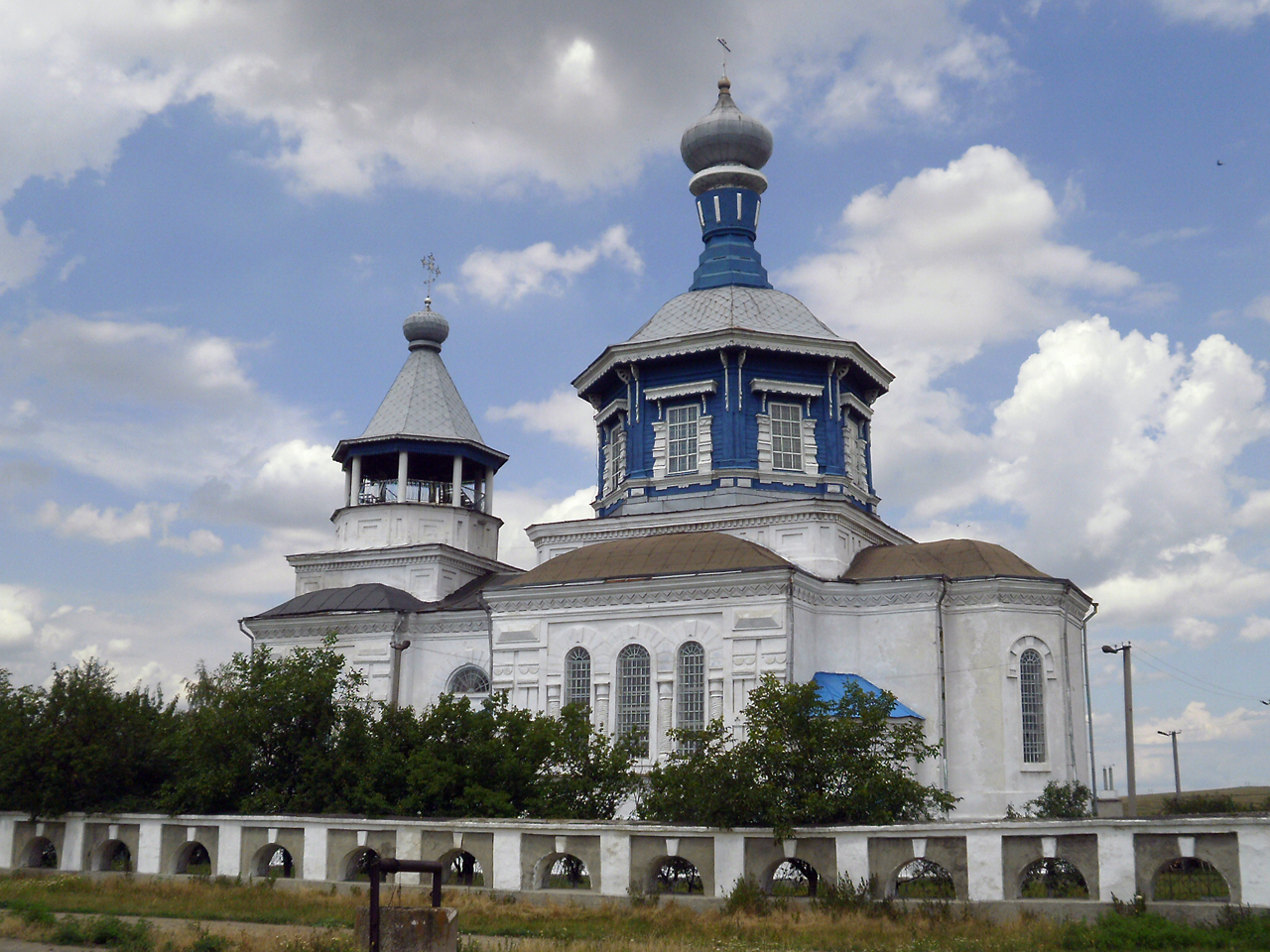
Kirche im Ort

Luhanske wurde 1701 zum ersten Mal schriftlich erwähnt, damals wurde der Ort von rumänischen Siedlern begründet und trug bis 1922 den Namen Pjatnadzataja Rota (Пятнадцатая Рота).
Der Ort liegt seit Februar 2015 als Ergebnis des Krieges in der Ukraine in unmittelbarer Nähe der südlich verlaufenden Front zu den Separatistengebieten der Volksrepublik Donezk.
Am 12. Juni 2020 wurde die Siedlung ein Teil der neugegründeten Stadtgemeinde Switlodarsk, bis dahin bildete sie zusammen mit den Dörfern Krynytschne (Криничне), Losowe (Лозове), Myroniwka (Миронівка), Rossadky (Розсадки) und Wosdwyschenka (Воздвиженка) die gleichnamige Siedlungsratsgemeinde Luhanske (Луганська селищна рада/Luhanska selyschtschna rada) im Südosten des Rajons Bachmut.